# Mrlina
Die Mrlina ist ein rechter Zufluss der Elbe in Tschechien.

## Verlauf
Die Mrlina entspringt südlich des Ortsteils Příchvoj der Gemeinde Markvartice am Osthang des Hügels Čakan (398 m) in 376 m. ü. M. An ihrem nach Südosten führenden Oberlauf liegen die Orte Nadslav, Střevač, Chyjice, Dolany und Kostelec. Bei Jičíněves wendet sich der Fluss nach Südwest und es folgen die Orte Žitětín, Bartoušov, Pševes, Kopidlno, Hasina, Rožďalovice, Podlužany, Ledečky, Nové Zámky, Křinec, Zábrdovice, Vestec, Malý Vestec, Netřebice, Rašovice, Šlotava und Budiměřice.
Unterhalb von Budiměřice mündet seit 1930 der von der Cidlina gespeiste Sánský kanál ein. Nach 49,6 km mündet die Mrlina in Nymburk bei einer Höhe von 182,7 m. ü. M. in die Elbe ein. Das Einzugsgebiet des Flusses beträgt 656,7 km².

## Zuflüsse
- Mlýnský potok (l), bei Jičíněves
- Liběšický potok (l), Žitětín
- Hasinský potok (r), bei Hasina
- Štítarský potok (l), Mutínsko
- Kozačka (r), Mutínsko
- Křinecká Blatnice (r), Netřebice
- Blatnice (l), Rašovice
- Sánský kanál (l), unterhalb Budiměřice